# Teucholabis insolita
Teucholabis insolita är en tvåvingeart som beskrevs av Alexander 1979. Teucholabis insolita ingår i släktet Teucholabis och familjen småharkrankar.
Artens utbredningsområde är Ecuador. Inga underarter finns listade i Catalogue of Life.